# DDU
Постачання без сплати мита (назва місця призначення) (англ. Delivered Duty Unpaid, скорочено DDU) — термін Інкотермс, що був відмінений з 1 січня 2011.
Означає, що продавець здійснює постачання покупцю товару без проведення його митного очищення для імпорту та без розвантаження з будь-якого прибулого транспортного засобу в названому місці призначення. Продавець несе всі витрати та ризики, пов'язані з доставкою товару до цього місця, за винятком (у відповідних випадках) будь-яких «мит» (під словом «мито» тут розуміється відповідальність за виконання та ризики виконання дій з проходження митних процедур, а також оплата витрат митного очищення, податків, митних та інших зборів) на імпорт до країни призначення.
Обов'язки щодо такого «мита» покладаються на покупця, так само як будь-які витрати і ризики, що виникнуть у зв'язку з тим, що він не здійснить своєчасно митного очищення товару для імпорту. Проте, якщо сторони бажають покласти на продавця обов'язки щодо проходження ввізних митних процедур і несення витрат і ризиків, пов'язаних із цим, або сплати деяких витрат, якими супроводжується імпорт товару, сторони повинні включити чітке застереження про це у договір купівлі-продажу. Цей термін може застосовуватися незалежно від використовуваного виду транспорту, але якщо постачання повинна мати місце на борту судна або на причалі (набережній) в порту призначення, слід застосовувати термін DES або DEQ.